# Уоррингтон, Дэвид
Дэвид Уоррингтон (англ. David A. Warrington) — американский юрист. Он назначенный советник Белого дома, который должен вступить в должность в январе 2025 года в рамках второй администрации Дональда Трампа.

## Биография

### Ранняя жизнь
Уоррингтон — ветеран Корпуса морской пехоты США, служил сержантом с 1985 по 1991 год. Он с отличием окончил Джорджтаунский университет, получив степень бакалавра, а затем получил степень доктора права в юридической школе Университета Джорджа Мейсона. Он был допущен к юридической практике в Вирджинии.

### Карьера
Уоррингтон — специалист по избирательному праву. Он начал свою юридическую карьеру в The Warrington Group, где проработал с 1995 по 2006 год, затем в 2006 году работал в Fiske & Ebersohl PLLC в Александрии, штат Вирджиния Он работал клерком у судьи окружного суда Фэрфакса Джонатана С. Тэчера с 2006 по 2007 год, затем работал в Fiske & Harvey с 2007 по 2011 год, в LeClairRyan с 2011 по 2017 год и в Kutak Rock с 2018 по 2021 год. Позже Уоррингтон стал партнером в юридической группе Dhillon Law Group.
Уоррингтон был генеральным юрисконсультом в президентской кампании Рона Пола 2012 года. В 2016 году он был советником в президентской кампании Дональда Трампа 2016 года во время Республиканского национального съезда. Он был президентом Ассоциации национальных юристов республиканской партии с 2019 по 2020 год. Уоррингтон стал личным адвокатом Трампа во время его президентской кампании 2024 года. Он представлял Трампа в нескольких судебных процессах, связанных с атакой на Капитолий США 6 января, в том числе в делах, связанных с его правом на участие в голосовании . Он также представлял других, включая советника по национальной безопасности Майкла Флинна, советника Джона МакЭнти и организаторов Stop the Steal Эми и Кайли Кремер, в делах, связанных с атакой 6 января.
Уоррингтон выступал в качестве эффективного генерального юрисконсульта президентской кампании Трампа 2024 года. После того, как Трамп победил на президентских выборах 2024 года, он выбрал Уоррингтона на должность юрисконсульта Белого дома 4 декабря 2024 года, опубликовав в социальных сетях пост, в котором Уоррингтон был описан как «уважаемый юрист и лидер консерваторов». Ему также было поручено возглавить расследование в отношении помощника Бориса Эпштейна, которого обвиняли в «получении платежей от людей для продвижения их кандидатур на должности в новой администрации».